# Roman Białek

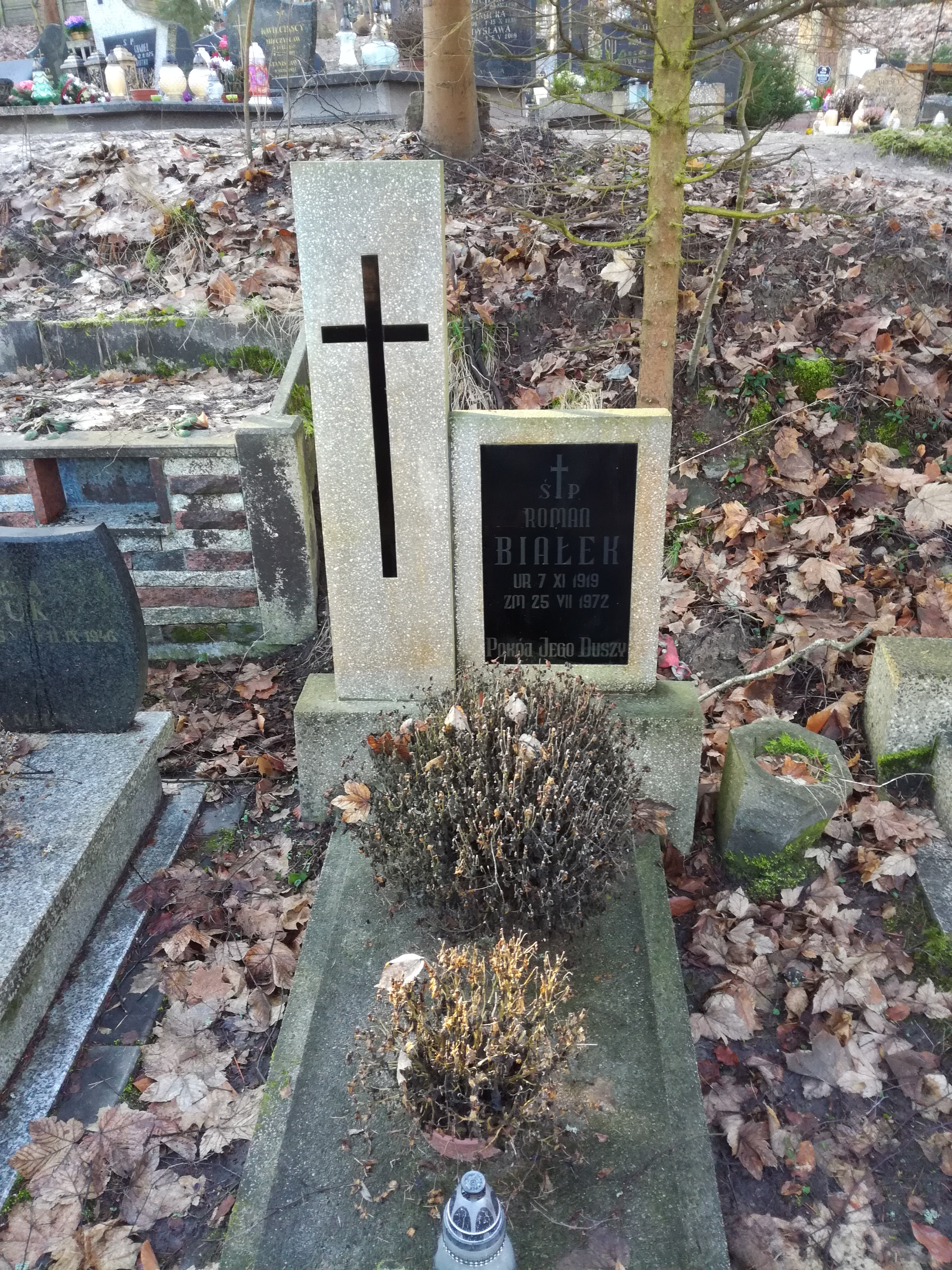
Grób Romana Białka na gdańskim cmentarzu Srebrzysko.

Roman Białek (ur. 7 listopada 1919 w Żydaczowie, zm. 1972) – kapitan aparatu bezpieczeństwa, podpułkownik Milicji Obywatelskiej.

## Życiorys
W 1939 skończył gimnazjum w Stryju. W latach 1940–1943 był żołnierzem Armii Czerwonej, następnie armii Berlinga. W 1944 odbył kurs NKWD w Kujbyszewie, później został referentem Wydziału do Walki z Bandytyzmem MBP. Od 17 lipca 1945 zastępca kierownika Sekcji do Walki z Bandytyzmem MBP, następnie starszy referent Wydziału I Departamentu VII i Wydziału I Departamentu III MBP. 1 października 1950 został przeniesiony na stanowisko naczelnika Wydziału III Wojewódzkiego Urzędu Bezpieczeństwa Publicznego w Gdańsku. 1 września 1954 został inspektorem w kierownictwie tegoż urzędu, a 1 kwietnia 1955 kierownikiem Miejskiego Urzędu ds. Bezpieczeństwa Publicznego w Gdyni. Od 1 stycznia 1957 zastępca komendanta ds. bezpieczeństwa Komendy Miejskiej MO w Gdyni, a od 1 października 1959 inspektor Inspektoratu Kierownictwa Jednostki MO ds. Bezpieczeństwa KW MO w Gdańsku. 1 XII 1965-15 IV 1968 komendant GPK Portu w Gdyni.
Był odznaczony Złotym i dwukrotnie Srebrnym Krzyżem Zasługi, Krzyżem Walecznych, Srebrnym Medalem Zasłużonym na Polu Chwały, Krzyżem Kawalerskim Orderu Odrodzenia Polski, Medalem Zwycięstwa i Wolności 1945, Medalem 10-lecia Polski Ludowej, Odznaką 10 i 20 lat „W służbie narodu” i Medalem „Za Zasługi dla obronności kraju”.
Pochowany na Cmentarzu Srebrzysko w Gdańsku (rejon VI, taras IV-1-6).